# 武田次郎 (甲斐武田氏)
武田 次郎（たけだ じろう）は、戦国時代の武将。甲斐武田氏の親族衆で、武田信豊の嫡男。武田信玄の大甥で、武田信繁の嫡孫にあたる。

## 生涯
天正9年（1581年）に当初、勝頼の娘と穴山信君・見性院夫妻の嫡男・穴山勝千代の縁談が持ち上がった際、信豊は長坂虎房、跡部勝資、麟岳らに賄賂を送り、この2人の相性が悪いと讒言させて破談させ、代わりに次郎と勝頼の娘の婚約を成立させ、後に結婚させたという。『甲陽軍鑑』によると、この破談に信君も見性院も面目を潰されたとして激怒し、信君が織田信長や徳川家康らに内通する原因になったという。
天正10年（1582年）3月、織田・徳川連合軍の甲州征伐の際は父・信豊と行動を共にしたらしく、舅の勝頼が自刃してから5日後の3月16日、信濃小諸城において同城代の下曽根浄喜の謀反により、切腹したという（『信長公記』）。
ただし、『甲斐国志』では4月13日を没日としており、これが事実だとすると武田氏の滅亡から1か月ほど生き延びてから死亡したことになる。